# 河合丈矢
河合 丈矢（かわい じょうや、1970年12月21日 - ）は、日本の元プロボクサー。本名は河合 丈也（読み同じ）。神奈川県横浜市出身。元日本スーパーウェルター級王者（2度獲得）。現役時代はオーキッド・カワイ・ボクシングジム所属。
横浜の老舗カワイジムの初代会長・河合鉄也の孫で、2代目会長・河合哲朗の甥。2009年4月現在、同ジム最後の王者である。

## 来歴

### プロ
1994年5月4日、横浜文化体育館で行われたプロデビュー戦では2RKO勝利を収めた。
1999年9月25日、松本市総合体育館で大東旭が返上して空位となった日本スーパーウェルター級王座をプロ10戦目にして山本昌碁（新日本Tカスガ）と決定戦で争い、8RTKO勝利を収めて同王座を獲得した。翌2000年1月25日、金山俊治（ヨネクラ）を迎えての初防衛戦では、前半は金山のワンツー、アッパーに押されたが、中盤から次第にボディブローで反撃し、終盤に猛攻撃を見せて2-1の判定勝利を収めた。同年9月11日、吉野弘幸（野口）を迎えての2度目の防衛戦では、左フックを受けて攻勢をとられ、終盤には的確なパンチを返したものの0-3の判定負けを喫し、王座を失った。
2001年6月11日、吉野弘幸（野口）の持つ日本スーパーウェルター級王座に挑戦し、打撃戦を制して3-0の判定勝利により9か月ぶりの王座復帰を果たした。同年9月24日、横浜アリーナにて行われた世界戦のアンダーカードで石田順裕（金沢）を迎えて初防衛戦を行い、前半は石田が切れのあるワンツーで試合を優位に進めたが、河合は本来のアウトボクシングから徹底した接近戦に切り替え、徐々に石田を失速させて2-0の判定勝利を収めた。翌2002年1月14日、2度目の防衛戦では、かつて判定負けを喫している加山利治（チャイナクイック渡辺）と4年ぶりに再戦。自ら接近戦を仕掛けて上下に細かく打ち分け、中盤には加山の反撃も受けたが最後まで攻め続けて3-0の判定勝利を収めた。同年4月8日、至田鋭次（大鵬）を迎えての3度目の防衛戦では開始から積極的に踏み込み、ワンツー、右フックで試合をリードし、回転の速い連打で3-0の判定勝利を収めた。
その後、右目眼筋麻痺により長期ブランクを余儀なくされ、設置された暫定王座を獲得したクレイジー・キムとの王座統一戦での復帰も決定していたが、2003年2月14日、最終的に同王座を返上し、現役を引退した。白井・具志堅スポーツジムの野木丈司トレーナーの指導を受ける一方で、現役選手としての終盤期には所属ジムが経営難により一時閉鎖され、スポーツジムに練習の場を移して防衛を重ねた。

### 引退後
引退後は引っ越し業に就職したが、2006年にジムの後輩に指導を頼まれたことを契機として、公園でミットを持ってボクシングを教え始めた。戦後の横浜で類似の環境から再興し、「キッド鉄（キッド・テツ）」の異名をとる伝説の興行師となった初代会長にあやかり、この指導の場は「ヨコハマメリケン“キッド”ボクシングファミリー」と名付けられた。

## 獲得タイトル
- 第24代日本スーパーウェルター級王座（1度防衛）
- 第26代日本スーパーウェルター級王座（3度防衛）